# August Duranowski
August (Fryderyk) Duranowski, de naixement Auguste Frédéric Durand (Varsòvia, 1770 - Estrasburg, 1834) fou un compositor i violinista polonès d'origen francès.
El seu pare li donà les primeres lliçons sobre la música i després es perfeccionà en el violí amb Viotti. Viatjà per Itàlia, Alemanya i França, fent-se aplaudir arreu, i després d'una vida accidentada, acceptà la plaça de primer violí dels concerts d'Estrasburg el 1834. Durand fou un dels violinistes més portentosos que han existit. La seva habilitat per a vèncer les dificultats era prodigiosa i va inventar molts trets que cap artista hagués pogut executar. Paganini, que l'havia escoltat en la seva joventut, deia que Durand li havia rebel·lat el secret de tot el que es podia fer amb el violí i que a ell devia el seu talent. Deixà diverses composicions força mediocres per aquest instrument.